# 塔萨罗洛
塔萨罗洛（義大利語：Tassarolo），是意大利亚历山德里亚省的一个市镇。总面积7.09平方公里，人口624人，人口密度88.0人/平方公里（2009年）。ISTAT代码为006170。